# Heine Lundgaard Kristensen
Heine Lundgaard Kristensen (født 9. oktober 1989) er en dansk fodboldspiller.

## Klubkarriere
Heine Kristensen spillede i Mønsted/Sparkær IF, inden han i 2002 som andetårs drengespiller skiftede til det helt nystartede ungdomsprojekt, FK Viborg.

## Landsholdskarriere
Kristensen har noteret sig for 3 kampe på det danske U/16-landshold samt 11 landskampe for U/17-landsholdet.